# アリヴァリヤ醸造所

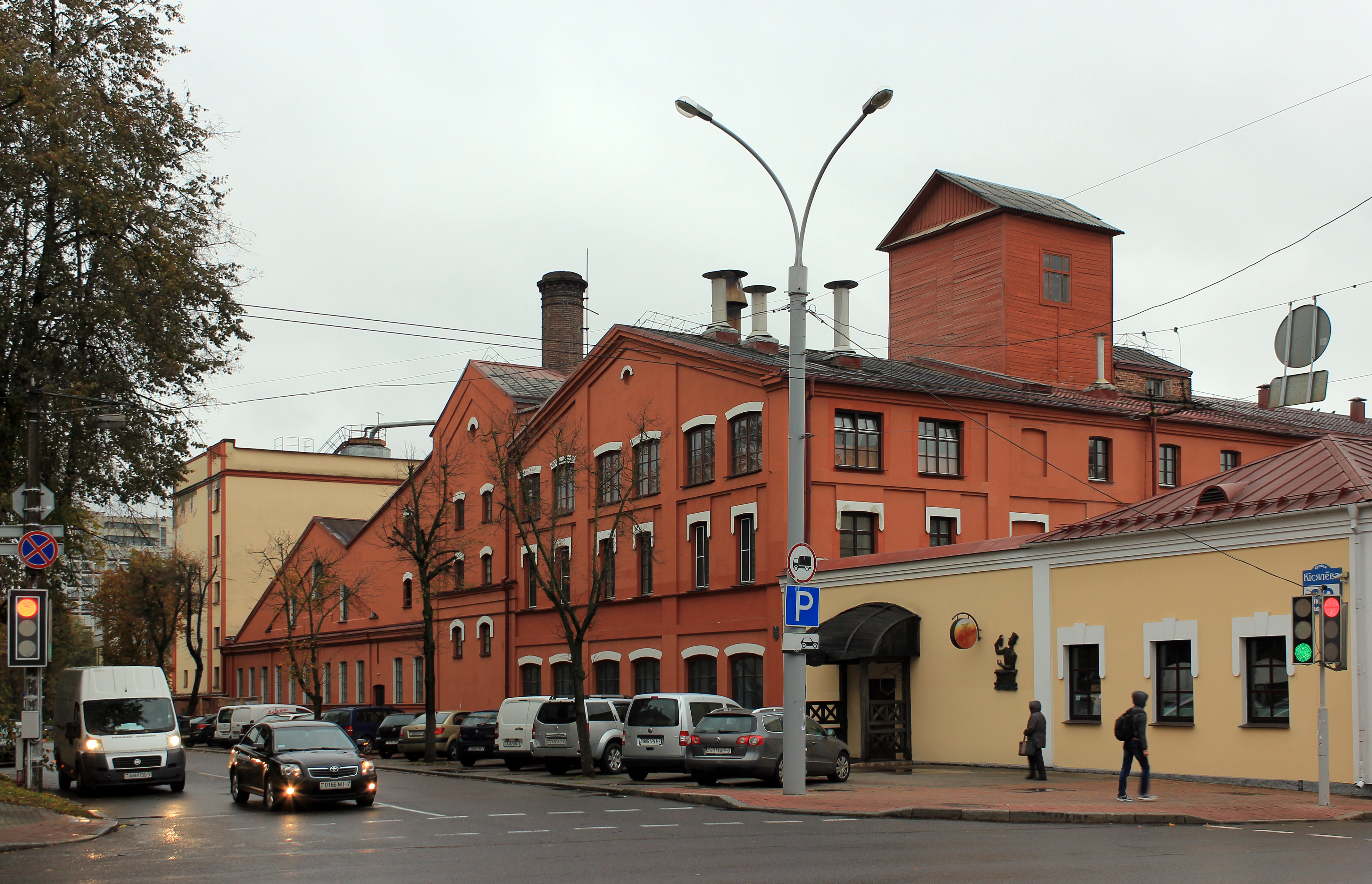
アリヴァリヤ醸造所の建物

アリヴァリヤ醸造所（ベラルーシ語: ААТ Піўзавод Аліварыя）とは、ベラルーシのブルワリー（ビール醸造所）である。
ベラルーシの醸造所の中で早い時期に操業を開始した醸造所のひとつであり、現存するベラルーシ国内の醸造所で最も古い。第二次世界大戦や様々な社会不安に晒されながらも、創業当時の場所で営業を続けている。ミンスクの醸造所には企業博物館が併設されており、醸造所を見学するツアーも実施されている
アリヴァリヤ醸造所の製品はベラルーシのビール市場で29%のシェアを占め、主力商品のアリヴァリヤ・ブランドのビールは約18%のシェアを占める。2008年に生産量が43%増加し、2011年に醸造所はベラルーシのビール市場のシェアで3位になった。
2015年当時、カールスバーグ・グループが醸造所の株式の67.8%を保有し、欧州復興開発銀行が21%の株式を保有していた。残りの株式は個人株主が保有している。

## 歴史
1864年1月29日にアリヴァリヤ醸造所はミンスクで操業を開始した。1917年に醸造所は国有化され、1994年にジョイント・ストック・カンパニーとなる。同年に現在の名称であるアルヴァリヤに改称した1970年代の一時期には、醸造所は新興のクリニツァ・ブリュワリーと合併していた。
2005年には、欧州復興開発銀行から事業の拡大と近代化のための資金援助を受ける。

## 製品
アリヴァリヤ醸造所の主力製品はアリヴァリヤ・ブランドのビールであり、ベラルーシの市場のシェアの約18%を占めている。アリヴァリヤ・ブランドの一つであるアリヴァリヤ・ビレー・ゾルトは2008年に醸造が開始された製品で、バイエルンの名物であるヴァイスビア（白ビール）の特色を色濃く残している。